# スマイルフラワー
『スマイルフラワー』は、2021年5月19日にEVIL LINE RECORDSから発売されたB.O.L.Tの2枚目のシングルである。

## 概要
B.O.L.Tが2021年5月19日にEVIL LINE RECORDSからリリースした2ndシングル。初回限定盤（KICM-92086）と通常盤（KICM-2086）の2形態での発売。
初回限定盤には表題曲「スマイルフラワー」MUSIC VIDEO + メイキング映像を収録したBlu-rayが付属する。
2021年3月22日に2ndシングルの発売を発表、3月27日にタイトル「スマイルフラワー」を発表した。
4月23日に公開された新アーティストビジュアルは、白と青が印象的なワンピースに包まれたメンバーが、突き抜ける青空を背景にタイトルに見合った笑顔で花に囲まれて撮影された。ビンテージの家庭用Hi8ビデオカメラで撮影されたMVとの親和性も意識したノイズ処理を行いレトロな質感のある仕上がり。
ジャケット写真は、初回限定盤は新アーティストビジュアルを起用、通常盤は一面の花畑を背景にメンバーが微笑みかけている写真となっている。5月28日にジャケット撮影のMaking Movieを公開した。
「メンバーの笑顔でたくさんの人にポジティブになってもらいたい」という思いが込められている。
ELR store(KING e-Shop)限定で『B.O.L.T「sparkle」サコッシュ付きバンドル盤』が販売される。ファッションブランドtenboによる「sparkle」サコッシュと「スマイルフラワー」通常盤がセットになったもの。
本作は2021年05月31日付のオリコン週間シングルランキングにて13位を獲得した。

## 収録曲
初回限定盤と通常盤の2形態で発売する。（B.O.L.T：内藤るな、高井千帆、青山菜花、白浜あや）
| #  | タイトル                               | 作詞     | 作曲     | 編曲          |
| -- | -------------------------------------- | -------- | -------- | ------------- |
| 1. | 「スマイルフラワー」                   | Misaki   | Misaki   | SpecialThanks |
| 2. | 「OUR COLOR」                          | 渡辺裕貴 | 渡辺裕貴 | SonoSheet     |
| 3. | 「スマイルフラワー（off vocal ver.）」 |          | Misaki   | SpecialThanks |
| 4. | 「OUR COLOR（off vocal ver.）」        |          | 渡辺裕貴 | SonoSheet     |

### スマイルフラワー
- タイトル曲。作詞・作曲：Misaki、編曲：SpecialThanks
- テレビ朝日『イベ検』4月クール OPテーマ。
- 2021年3月27日に初披露[9]。振付はHIROMIが担当[10]。ピースサインが特徴的な振り付け。2021年3月27日のライブでは初披露にもかかわらず多くのファンが笑顔で振り付けをコピーする様子がみられた[11]。2021年5月14日に初披露時のライブ動画[12]を公開した。
- 2021年4月11日にMUSIC VIDEOを公開した[13]。プロデューサーは安貴雄、ディレクターは大畑貴耶。撮影地は2021年5月末に閉園予定の館山ファミリーパーク。
- 5月7日にはMV Making / Digest Movie[14]を公開した。メイキング映像本編は初回限定盤に収録される。
- MUSIC VIDEOは、花柄を落とし込んだ白生地とブルーデニム生地を合わせたワンピースに包まれたメンバーが花畑で楽しむ姿を、ビンテージの家庭用Hi8ビデオカメラで撮影した。青山菜花は名前にちなんで菜の花畑でたたずみ、白浜あやは花言葉が「素朴」を意味するストックがあしらわれた花束を掲げるなど、それぞれのメンバーを象徴する花と共に撮影した。また、メンバーが描いたイラストが動きをつけて使用されていたり、メンバー自身がカメラを持って撮影したものも使用されるなど、手作り感も感じられる映像作品である[15][16][17]。
- 楽曲を提供したSpecialThanksのMisakiは、「マスク社会でみんなの笑顔が不足していると感じる世の中 きっとみんなが思っている以上に笑顔が見えるって大切 ラストの『YEAH!』は、B.O.L.Tのみんなとファンの皆さんが一緒に最高の笑顔でジャンプしてくれたらとても嬉しいです♡」とコメントしている[18][19]。最後のジャンプする振り付けについては「ラストの『YEAH!』はB.O.L.Tのみんなとファンの皆さんが一緒に最高の笑顔でジャンプしてくれたらとても嬉しいです」とコメントした[20]。
- 5月18日にSpecialThanksによるセルフカバー動画[21]が公開された。
- 高井千帆は「タイトル通り笑顔や花を通じて『人との関わり』や『行動』をテーマに、笑顔がもたらすポジティブなメッセージが込められた曲」とファンに伝えた[11]。
- 7月9日にDance Practice Movie[22]を公開した。

### OUR COLOR
- カップリング曲。作詞・作曲：渡辺裕貴、編曲：SonoSheet。
- 2021年4月18日に初披露[23][24]。
- 7月10日にDance Practice Movie[25]を公開した。